# 할와
할와(아랍어: حلوى, 페르시아어: حلوا 할바)는 서남아시아, 북아프리카, 중앙아시아, 남아시아, 동유럽 등에서 먹는 달콤한 후식 또는 간식이다.

## 역사
할와는 페르시아(지금의 이란)에서 시작되었다. 할와에 대한 언급은 7세기에 나타났는데, 이는 으깬 대추와 우유의 혼합물을 의미한다. 9세기까지 이 용어는 지금은 친숙한 가당 요리 세몰리나 또는 밀가루 페이스트를 포함하여 수많은 종류의 과자에 적용되었다.
초기 페르시아 요리법의 대부분은 13세기 무어인 스페인의 익명 요리책뿐만 아니라 13세기 아랍어 책 Kitab al-Tabikh(음식의 책)에 기록되어 있다. 할와는 참깨 기반 버전을 포함하여 오스만 튀르크에 의해 채택되었으며 제국 전역에 퍼졌다.

## 종류
할와는 크게 세몰리나 등 곡물 가루로 만든 것과 타히니 등 견과류 버터로 만든 것으로 나뉜다.

### 곡물 가루 할와

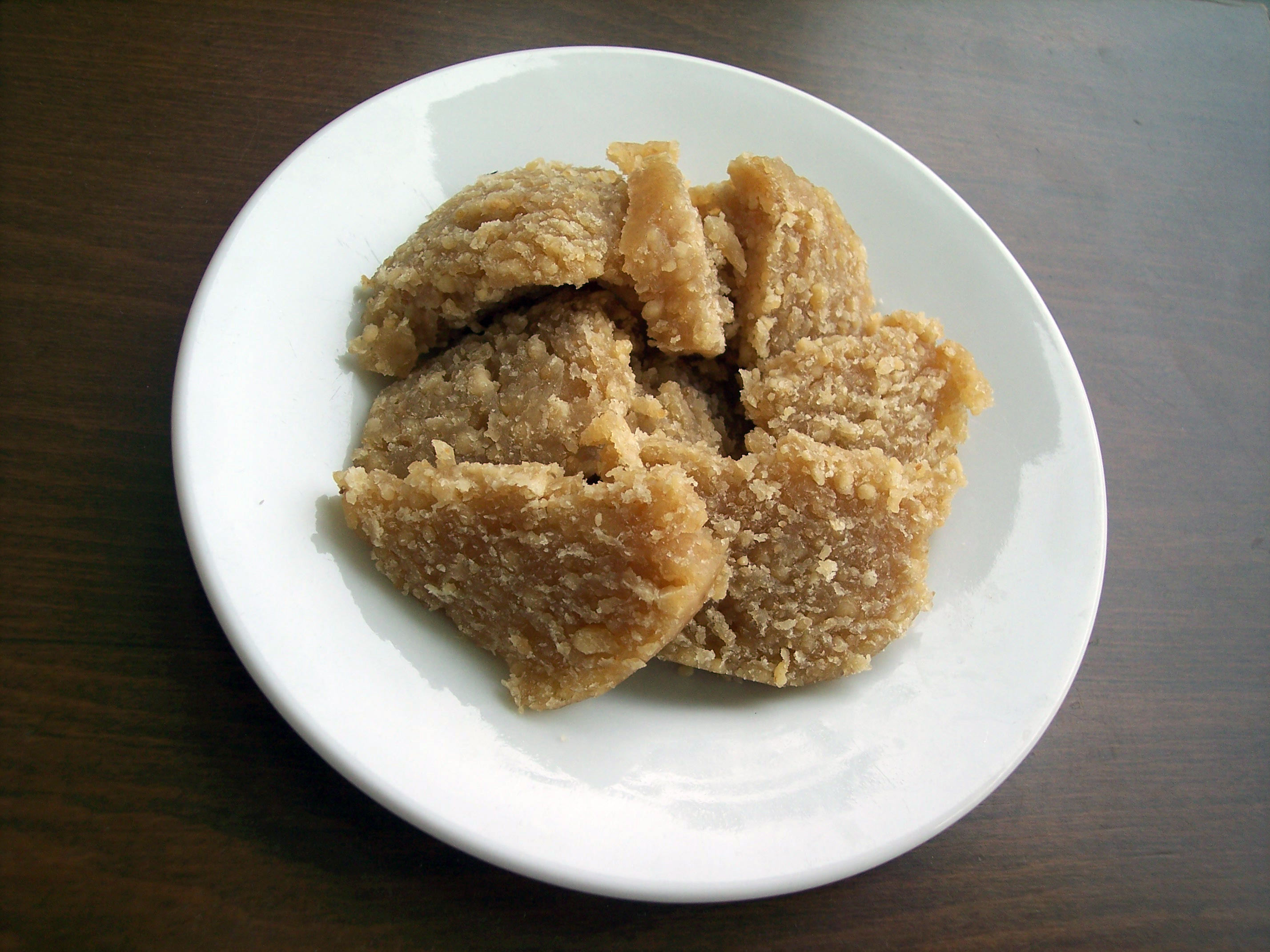
세몰리나 할와
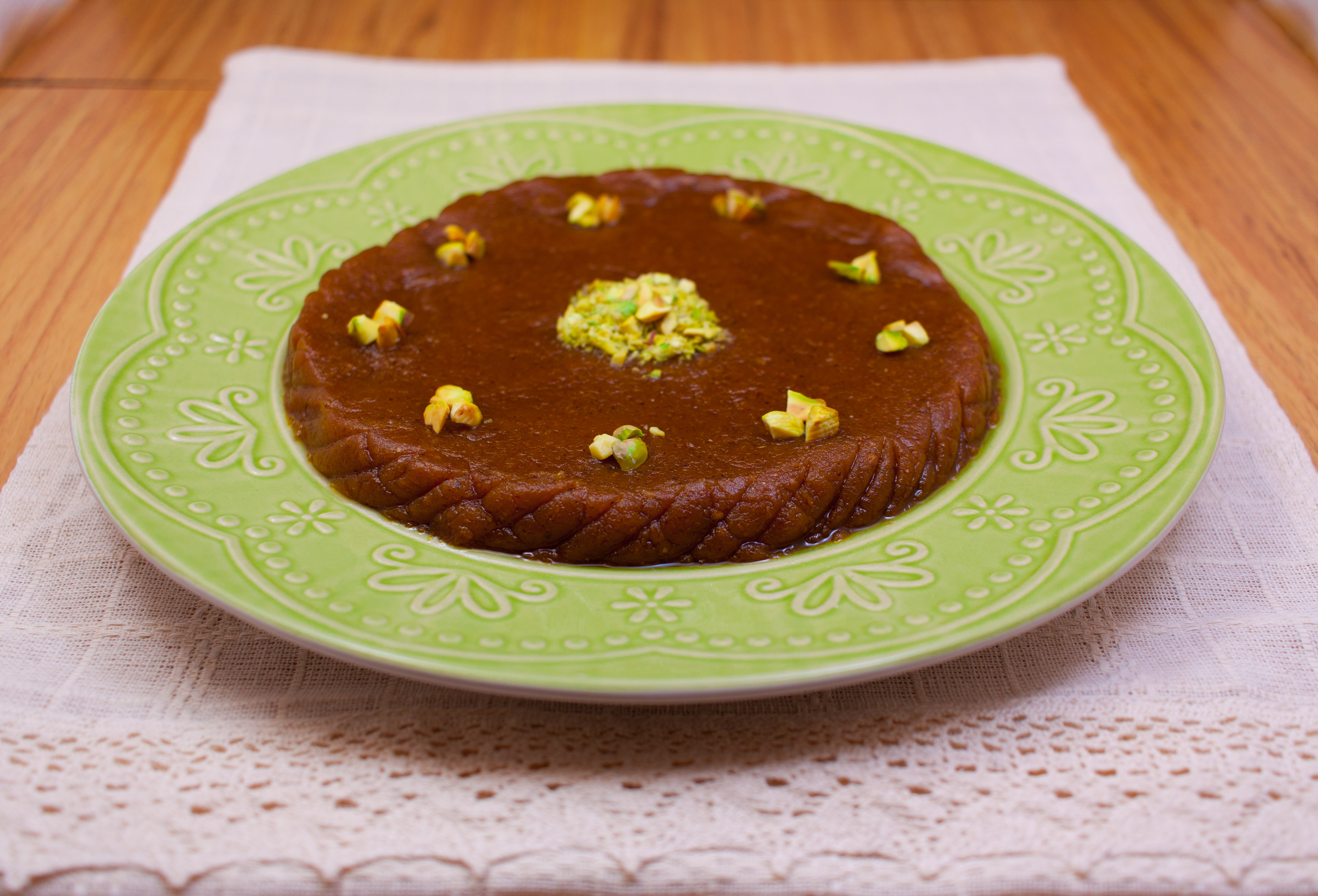
밀가루 할와

### 견과류 버터 할와

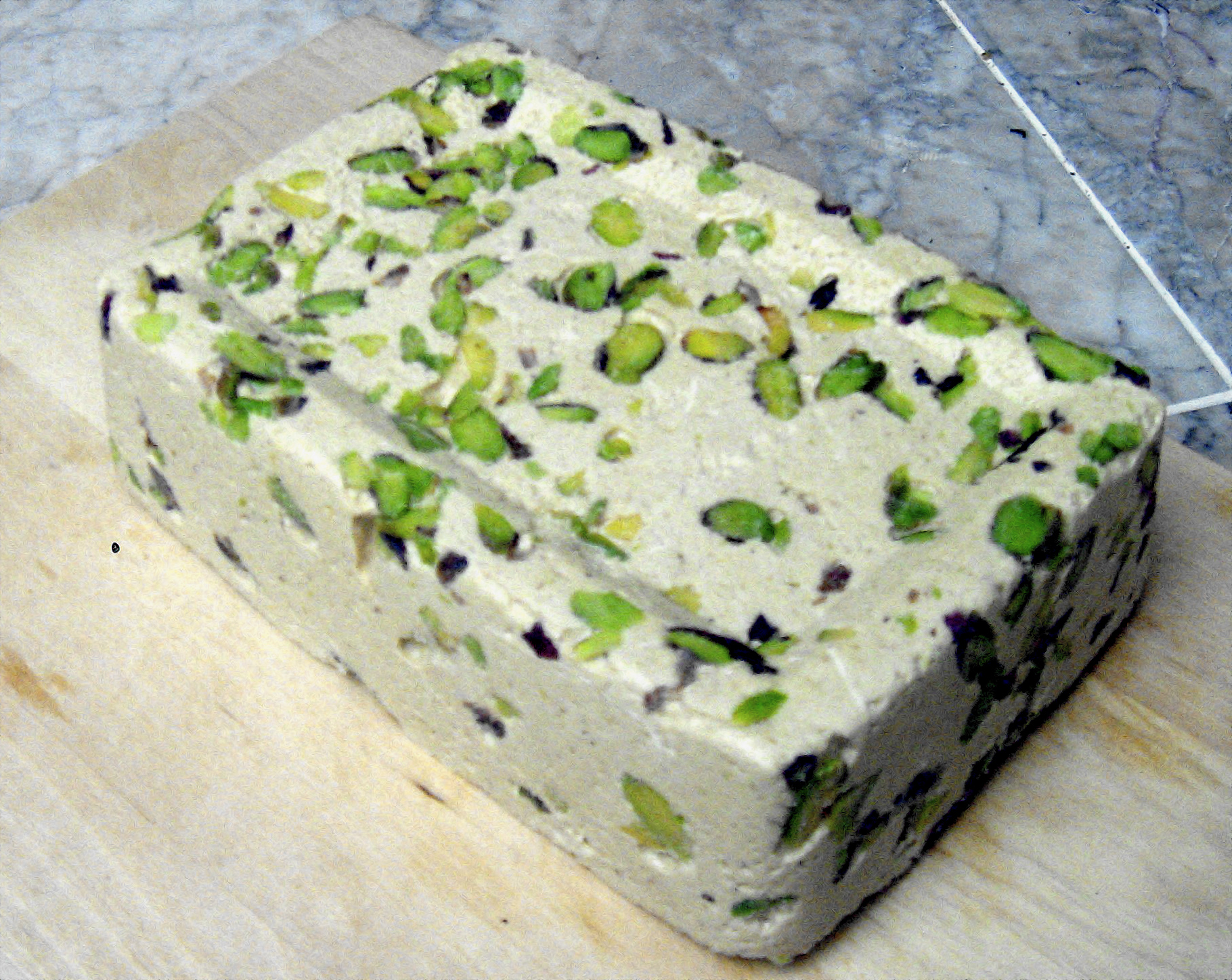
피스타치오를 넣어 만든 타히니 할와
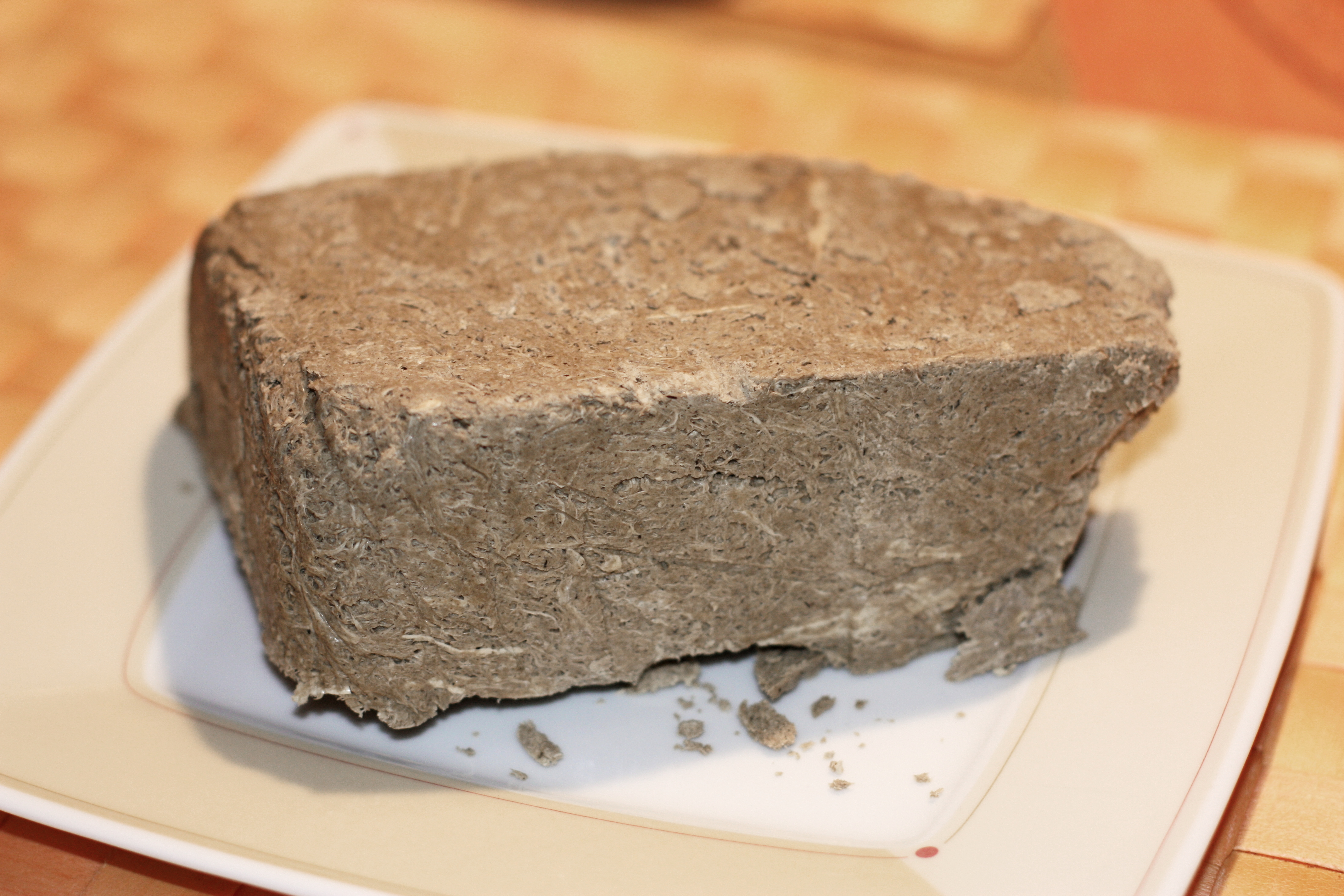
해바라기 씨 할와

## 같이 보기
- 피슈마니예
- 누가